# Жуков, Александр Михайлович
Александр Михайлович Жуков (29 марта 1897, Санкт-Петербург, Российская империя — 27 декабря 1964, Ленинград, РСФСР, СССР) — советский актёр театра и кино. Заслуженный артист РСФСР (1940).

## Биография
Родился 29 марта 1897 года в Санкт-Петербурге в семье отца, который являлся служащим Николаевской железной дороги и матери, которая являлась домашней хозяйкой.
Учился в гимназии, в которой получил среднее образование, после чего летом 1916 года Жуков поступил актёром в Петроградский Лесной театр, в котором отучился шесть месяцев. В этом же году был призван на военную службу в состав  Лейб-гвардии Финляндского полка, где был причислен к актёрской команде при Василеостровском театре. После двух лет совмещения военной службы и актёрской деятельности, наступила мобилизация, после которой поступил в школу русской драмы при Александринском театре по классу Р. Б. Аполлонского.
В 1962 году переехал жить в Ленинградский дом ветеранов сцены М. Г. Савиной. 27 декабря 1964 года скончался в нём на 68 году жизни. Похоронен на Серафимовском кладбище.

## Фильмография
- 1924 — Сердца и доллары — модный врач
- 1928 — Буйной дорогой — шофёр
- 1930 — Настоящие охотники — смолокур
- 1932 — Гайль, Москау! — участие
- 1932 — Друзья совести — участие
- 1932 — Утирайте слёзы — участие
- 1937 — Год девятнадцатый — оратор-меньшевик
- 1939 — Огненные годы — Устиновский
- 1954 — Запасной игрок — Виолетов
- 1955 — Овод — участие
- 1956 — Софья Ковалевская — Его Высокопревосходительство
- 1957 — Балтийская слава — французский атташе
- 1958 — Красные листья — председатель суда

## Оценочные мнения
- Со слов киноведа Алексея Тремасова, он был опытным артистом, создавшим себе репутацию прекрасного комика-эксцентрика и поэтому выбирал театры соответствующего направления[1].